# Tour de l'Ain 2007
La 19e édition de la course cycliste Tour de l'Ain a eu lieu du 12 août au 15 août 2007. La course faisait partie de l'UCI Europe Tour.

## Équipes engagées
| ProTeams (9)- AG2R Prévoyance - Bouygues Telecom - Cofidis-Le Crédit par Téléphone - Crédit agricole - Discovery Channel - Gerolsteiner - La Française des jeux - Quick Step-Innergetic - T-Mobile Équipe continentale professionnelle- Agritubel Équipes continentales (6)- Auber 93 - Bretagne-Armor Lux - Jartazi-Promo Fashion Continental - Murphy&Gunn-Newlyn-M Donnelly-Sean Kelly - Rabobank Continental - Roubaix Lille Métropole Équipe nationale- Kazakhstan |
| |

## Étapes
| Étape     | Date    | Villes étapes                   | type | Distance (km) | Vainqueur d'étape | Leader du classement général |
| --------- | ------- | ------------------------------- | ---- | ------------- | ----------------- | ---------------------------- |
| 1re étape | 12 août | Montluel – Hauteville-Lompnes   |      | 162,7         | Beat Zberg        | Beat Zberg                   |
| 2e étape  | 13 août | Lagnieu – Bellignat             |      | 148,2         | Brian Vandborg    | Beat Zberg                   |
| 3e étape  | 14 août | Belley – col du Grand Colombier |      | 151,8         | John Gadret       | John Gadret                  |
| 4e étape  | 15 août | Saint-Genis-Pouilly – Lélex     |      | 162           | Patrice Halgand   | John Gadret                  |

## Déroulement de la course

### 1reétape
| \| Classement de l'étape \| Classement de l'étape \| Classement de l'étape \| Classement de l'étape \| Classement de l'étape \| \| Coureur \| Coureur \| Pays \| Équipe \| Temps \| \| --------------------- \| --------------------- \| --------------------- \| --------------------- \| --------------------- \| \| 1er \| Beat Zberg \| Suisse \| Gerolsteiner \| 3 h 24 min 50 s \| \| 2e \| Niels Brouzes \| France \| Auber 93 \| + 6 s \| \| 3e \| Giovanni Visconti \| Italie \| Quick Step-Innergetic \| + 6 s \| \| 4e \| Johann Tschopp \| Suisse \| Bouygues Telecom \| + 6 s \| \| 5e \| Bauke Mollema \| Pays-Bas \| Rabobank Continental \| + 6 s \| \| 6e \| Stijn Devolder \| Belgique \| Discovery Channel \| + 6 s \| \| 7e \| John Gadret \| France \| AG2R Prévoyance \| + 6 s \| \| 8e \| Noan Lelarge \| France \| Bretagne-Armor Lux \| + 6 s \| \| 9e \| Ludovic Turpin \| France \| AG2R Prévoyance \| + 6 s \| \| 10e \| Rémi Pauriol \| France \| Crédit Agricole \| + 6 s \| |                   |          |                       |                 |
| |                   |          |                       |                 |
| Sources : ProCyclingStats Cycling Archives |                   |          |                       |                 |
| Classement de l'étape |                   |          |                       |                 |
| Coureur | Coureur           | Pays     | Équipe                | Temps           |
| 1er | Beat Zberg        | Suisse   | Gerolsteiner          | 3 h 24 min 50 s |
| 2e | Niels Brouzes     | France   | Auber 93              | + 6 s           |
| 3e | Giovanni Visconti | Italie   | Quick Step-Innergetic | + 6 s           |
| 4e | Johann Tschopp    | Suisse   | Bouygues Telecom      | + 6 s           |
| 5e | Bauke Mollema     | Pays-Bas | Rabobank Continental  | + 6 s           |
| 6e | Stijn Devolder    | Belgique | Discovery Channel     | + 6 s           |
| 7e | John Gadret       | France   | AG2R Prévoyance       | + 6 s           |
| 8e | Noan Lelarge      | France   | Bretagne-Armor Lux    | + 6 s           |
| 9e | Ludovic Turpin    | France   | AG2R Prévoyance       | + 6 s           |
| 10e | Rémi Pauriol      | France   | Crédit Agricole       | + 6 s           |

| \| Classement général \| Classement général \| Classement général \| Classement général \| Classement général \| \| Coureur \| Coureur \| Pays \| Équipe \| Temps \| \| ------------------ \| ------------------ \| ------------------ \| --------------------- \| ------------------ \| \| 1er \| Beat Zberg \| Suisse \| Gerolsteiner \| 3 h 24 min 40 s \| \| 2e \| Niels Brouzes \| France \| Auber 93 \| + 10 s \| \| 3e \| Giovanni Visconti \| Italie \| Quick Step-Innergetic \| + 12 s \| \| 4e \| Johann Tschopp \| Suisse \| Bouygues Telecom \| + 16 s \| \| 5e \| Bauke Mollema \| Pays-Bas \| Rabobank Continental \| + 16 s \| \| 6e \| Stijn Devolder \| Belgique \| Discovery Channel \| + 16 s \| \| 7e \| John Gadret \| France \| AG2R Prévoyance \| + 16 s \| \| 8e \| Noan Lelarge \| France \| Bretagne-Armor Lux \| + 16 s \| \| 9e \| Ludovic Turpin \| France \| AG2R Prévoyance \| + 16 s \| \| 10e \| Rémi Pauriol \| France \| Crédit Agricole \| + 16 s \| |                   |          |                       |                 |
| |                   |          |                       |                 |
| Sources : ProCyclingStats Cycling Archives |                   |          |                       |                 |
| Classement général |                   |          |                       |                 |
| Coureur | Coureur           | Pays     | Équipe                | Temps           |
| 1er | Beat Zberg        | Suisse   | Gerolsteiner          | 3 h 24 min 40 s |
| 2e | Niels Brouzes     | France   | Auber 93              | + 10 s          |
| 3e | Giovanni Visconti | Italie   | Quick Step-Innergetic | + 12 s          |
| 4e | Johann Tschopp    | Suisse   | Bouygues Telecom      | + 16 s          |
| 5e | Bauke Mollema     | Pays-Bas | Rabobank Continental  | + 16 s          |
| 6e | Stijn Devolder    | Belgique | Discovery Channel     | + 16 s          |
| 7e | John Gadret       | France   | AG2R Prévoyance       | + 16 s          |
| 8e | Noan Lelarge      | France   | Bretagne-Armor Lux    | + 16 s          |
| 9e | Ludovic Turpin    | France   | AG2R Prévoyance       | + 16 s          |
| 10e | Rémi Pauriol      | France   | Crédit Agricole       | + 16 s          |

### 2eétape
| \| Classement de l'étape \| Classement de l'étape \| Classement de l'étape \| Classement de l'étape \| Classement de l'étape \| \| Coureur \| Coureur \| Pays \| Équipe \| Temps \| \| --------------------- \| --------------------- \| --------------------- \| ------------------------------- \| --------------------- \| \| 1er \| Brian Vandborg \| Danemark \| Discovery Channel \| 3 h 54 min 51 s \| \| 2e \| Frédéric Bessy \| France \| Cofidis-Le Crédit par Téléphone \| + 0 s \| \| 3e \| Dmytro Grabovskyy \| Ukraine \| Quick Step-Innergetic \| + 0 s \| \| 4e \| Pierre Rolland \| France \| Crédit Agricole \| + 5 s \| \| 5e \| Giovanni Visconti \| Italie \| Quick Step-Innergetic \| + 18 s \| \| 6e \| Allan Davis \| Australie \| Discovery Channel \| + 18 s \| \| 7e \| Nicolas Roche \| Irlande \| Crédit Agricole \| + 18 s \| \| 8e \| Leonardo Duque \| Colombie \| Cofidis-Le Crédit par Téléphone \| + 18 s \| \| 9e \| Niels Brouzes \| France \| Auber 93 \| + 18 s \| \| 10e \| Nicolas Jalabert \| France \| Agritubel \| + 18 s \| |                   |           |                                 |                 |
| |                   |           |                                 |                 |
| Sources : ProCyclingStats Cycling Archives |                   |           |                                 |                 |
| Classement de l'étape |                   |           |                                 |                 |
| Coureur | Coureur           | Pays      | Équipe                          | Temps           |
| 1er | Brian Vandborg    | Danemark  | Discovery Channel               | 3 h 54 min 51 s |
| 2e | Frédéric Bessy    | France    | Cofidis-Le Crédit par Téléphone | + 0 s           |
| 3e | Dmytro Grabovskyy | Ukraine   | Quick Step-Innergetic           | + 0 s           |
| 4e | Pierre Rolland    | France    | Crédit Agricole                 | + 5 s           |
| 5e | Giovanni Visconti | Italie    | Quick Step-Innergetic           | + 18 s          |
| 6e | Allan Davis       | Australie | Discovery Channel               | + 18 s          |
| 7e | Nicolas Roche     | Irlande   | Crédit Agricole                 | + 18 s          |
| 8e | Leonardo Duque    | Colombie  | Cofidis-Le Crédit par Téléphone | + 18 s          |
| 9e | Niels Brouzes     | France    | Auber 93                        | + 18 s          |
| 10e | Nicolas Jalabert  | France    | Agritubel                       | + 18 s          |

| \| Classement général \| Classement général \| Classement général \| Classement général \| Classement général \| \| Coureur \| Coureur \| Pays \| Équipe \| Temps \| \| ------------------ \| ------------------ \| ------------------ \| ------------------------------- \| ------------------ \| \| 1er \| Beat Zberg \| Suisse \| Gerolsteiner \| 7 h 19 min 49 s \| \| 2e \| Niels Brouzes \| France \| Auber 93 \| + 10 s \| \| 3e \| Giovanni Visconti \| Italie \| Quick Step-Innergetic \| + 12 s \| \| 4e \| Bauke Mollema \| Pays-Bas \| Rabobank Continental \| + 16 s \| \| 5e \| Mickaël Buffaz \| France \| Cofidis-Le Crédit par Téléphone \| + 16 s \| \| 6e \| Noan Lelarge \| France \| Bretagne-Armor Lux \| + 16 s \| \| 7e \| Stijn Devolder \| Belgique \| Discovery Channel \| + 16 s \| \| 8e \| Ludovic Turpin \| France \| AG2R Prévoyance \| + 16 s \| \| 9e \| John Gadret \| France \| AG2R Prévoyance \| + 16 s \| \| 10e \| Johann Tschopp \| Suisse \| Bouygues Telecom \| + 16 s \| |                   |          |                                 |                 |
| |                   |          |                                 |                 |
| Sources : ProCyclingStats Cycling Archives |                   |          |                                 |                 |
| Classement général |                   |          |                                 |                 |
| Coureur | Coureur           | Pays     | Équipe                          | Temps           |
| 1er | Beat Zberg        | Suisse   | Gerolsteiner                    | 7 h 19 min 49 s |
| 2e | Niels Brouzes     | France   | Auber 93                        | + 10 s          |
| 3e | Giovanni Visconti | Italie   | Quick Step-Innergetic           | + 12 s          |
| 4e | Bauke Mollema     | Pays-Bas | Rabobank Continental            | + 16 s          |
| 5e | Mickaël Buffaz    | France   | Cofidis-Le Crédit par Téléphone | + 16 s          |
| 6e | Noan Lelarge      | France   | Bretagne-Armor Lux              | + 16 s          |
| 7e | Stijn Devolder    | Belgique | Discovery Channel               | + 16 s          |
| 8e | Ludovic Turpin    | France   | AG2R Prévoyance                 | + 16 s          |
| 9e | John Gadret       | France   | AG2R Prévoyance                 | + 16 s          |
| 10e | Johann Tschopp    | Suisse   | Bouygues Telecom                | + 16 s          |

### 3eétape
| \| Classement de l'étape \| Classement de l'étape \| Classement de l'étape \| Classement de l'étape \| Classement de l'étape \| \| Coureur \| Coureur \| Pays \| Équipe \| Temps \| \| --------------------- \| --------------------- \| --------------------- \| --------------------- \| --------------------- \| \| 1er \| John Gadret \| France \| AG2R Prévoyance \| 3 h 34 min 18 s \| \| 2e \| Ludovic Turpin \| France \| AG2R Prévoyance \| + 35 s \| \| 3e \| Bauke Mollema \| Pays-Bas \| Rabobank Continental \| + 40 s \| \| 4e \| Guillaume Levarlet \| France \| Auber 93 \| + 1 min 18 s \| \| 5e \| Beat Zberg \| Suisse \| Gerolsteiner \| + 1 min 51 s \| \| 6e \| Cyril Gautier \| France \| Bretagne-Armor Lux \| + 2 min 27 s \| \| 7e \| Alexandr Dyachenko \| \| \| + 2 min 38 s \| \| 8e \| Johann Tschopp \| Suisse \| Bouygues Telecom \| + 2 min 38 s \| \| 9e \| Hubert Schwab \| Suisse \| Quick Step-Innergetic \| + 2 min 55 s \| \| 10e \| Rémi Pauriol \| France \| Crédit Agricole \| + 3 min 11 s \| |                    |          |                       |                 |
| |                    |          |                       |                 |
| Sources : ProCyclingStats Cycling Archives |                    |          |                       |                 |
| Classement de l'étape |                    |          |                       |                 |
| Coureur | Coureur            | Pays     | Équipe                | Temps           |
| 1er | John Gadret        | France   | AG2R Prévoyance       | 3 h 34 min 18 s |
| 2e | Ludovic Turpin     | France   | AG2R Prévoyance       | + 35 s          |
| 3e | Bauke Mollema      | Pays-Bas | Rabobank Continental  | + 40 s          |
| 4e | Guillaume Levarlet | France   | Auber 93              | + 1 min 18 s    |
| 5e | Beat Zberg         | Suisse   | Gerolsteiner          | + 1 min 51 s    |
| 6e | Cyril Gautier      | France   | Bretagne-Armor Lux    | + 2 min 27 s    |
| 7e | Alexandr Dyachenko |          |                       | + 2 min 38 s    |
| 8e | Johann Tschopp     | Suisse   | Bouygues Telecom      | + 2 min 38 s    |
| 9e | Hubert Schwab      | Suisse   | Quick Step-Innergetic | + 2 min 55 s    |
| 10e | Rémi Pauriol       | France   | Crédit Agricole       | + 3 min 11 s    |

| \| Classement général \| Classement général \| Classement général \| Classement général \| Classement général \| \| Coureur \| Coureur \| Pays \| Équipe \| Temps \| \| ------------------ \| ------------------ \| ------------------ \| ------------------------------- \| ------------------ \| \| 1er \| John Gadret \| France \| AG2R Prévoyance \| 10 h 54 min 13 s \| \| 2e \| Ludovic Turpin \| France \| AG2R Prévoyance \| + 39 s \| \| 3e \| Bauke Mollema \| Pays-Bas \| Rabobank Continental \| + 46 s \| \| 4e \| Beat Zberg \| Suisse \| Gerolsteiner \| + 1 min 45 s \| \| 5e \| Johann Tschopp \| Suisse \| Bouygues Telecom \| + 2 min 48 s \| \| 6e \| Alexandr Dyachenko \| \| \| + 2 min 48 s \| \| 7e \| Hubert Schwab \| Suisse \| Quick Step-Innergetic \| + 3 min 12 s \| \| 8e \| Guillaume Levarlet \| France \| Auber 93 \| + 3 min 12 s \| \| 9e \| Mickaël Buffaz \| France \| Cofidis-Le Crédit par Téléphone \| + 3 min 21 s \| \| 10e \| Rémi Pauriol \| France \| Crédit Agricole \| + 3 min 21 s \| |                    |          |                                 |                  |
| |                    |          |                                 |                  |
| Sources : ProCyclingStats Cycling Archives |                    |          |                                 |                  |
| Classement général |                    |          |                                 |                  |
| Coureur | Coureur            | Pays     | Équipe                          | Temps            |
| 1er | John Gadret        | France   | AG2R Prévoyance                 | 10 h 54 min 13 s |
| 2e | Ludovic Turpin     | France   | AG2R Prévoyance                 | + 39 s           |
| 3e | Bauke Mollema      | Pays-Bas | Rabobank Continental            | + 46 s           |
| 4e | Beat Zberg         | Suisse   | Gerolsteiner                    | + 1 min 45 s     |
| 5e | Johann Tschopp     | Suisse   | Bouygues Telecom                | + 2 min 48 s     |
| 6e | Alexandr Dyachenko |          |                                 | + 2 min 48 s     |
| 7e | Hubert Schwab      | Suisse   | Quick Step-Innergetic           | + 3 min 12 s     |
| 8e | Guillaume Levarlet | France   | Auber 93                        | + 3 min 12 s     |
| 9e | Mickaël Buffaz     | France   | Cofidis-Le Crédit par Téléphone | + 3 min 21 s     |
| 10e | Rémi Pauriol       | France   | Crédit Agricole                 | + 3 min 21 s     |

### 4eétape
| \| Classement de l'étape \| Classement de l'étape \| Classement de l'étape \| Classement de l'étape \| Classement de l'étape \| \| Coureur \| Coureur \| Pays \| Équipe \| Temps \| \| --------------------- \| --------------------- \| --------------------- \| ------------------------------- \| --------------------- \| \| 1er \| Patrice Halgand \| France \| Crédit Agricole \| 3 h 29 min 31 s \| \| 2e \| Johannes Fröhlinger \| Allemagne \| Gerolsteiner \| + 0 s \| \| 3e \| Nicolas Crosbie \| France \| Bouygues Telecom \| + 21 s \| \| 4e \| Ivan Santaromita \| Italie \| Quick Step-Innergetic \| + 37 s \| \| 5e \| Maryan Hary \| France \| Cofidis-Le Crédit par Téléphone \| + 37 s \| \| 6e \| Sébastien Duret \| France \| Bretagne-Armor Lux \| + 1 min 44 s \| \| 7e \| Pierre Rolland \| France \| Crédit Agricole \| + 1 min 44 s \| \| 8e \| Leonardo Duque \| Colombie \| Cofidis-Le Crédit par Téléphone \| + 2 min 55 s \| \| 9e \| Giovanni Visconti \| Italie \| Quick Step-Innergetic \| + 2 min 55 s \| \| 10e \| Arnaud Gérard \| France \| La Française des jeux \| + 2 min 55 s \| |                     |           |                                 |                 |
| |                     |           |                                 |                 |
| Sources : ProCyclingStats Cycling Archives |                     |           |                                 |                 |
| Classement de l'étape |                     |           |                                 |                 |
| Coureur | Coureur             | Pays      | Équipe                          | Temps           |
| 1er | Patrice Halgand     | France    | Crédit Agricole                 | 3 h 29 min 31 s |
| 2e | Johannes Fröhlinger | Allemagne | Gerolsteiner                    | + 0 s           |
| 3e | Nicolas Crosbie     | France    | Bouygues Telecom                | + 21 s          |
| 4e | Ivan Santaromita    | Italie    | Quick Step-Innergetic           | + 37 s          |
| 5e | Maryan Hary         | France    | Cofidis-Le Crédit par Téléphone | + 37 s          |
| 6e | Sébastien Duret     | France    | Bretagne-Armor Lux              | + 1 min 44 s    |
| 7e | Pierre Rolland      | France    | Crédit Agricole                 | + 1 min 44 s    |
| 8e | Leonardo Duque      | Colombie  | Cofidis-Le Crédit par Téléphone | + 2 min 55 s    |
| 9e | Giovanni Visconti   | Italie    | Quick Step-Innergetic           | + 2 min 55 s    |
| 10e | Arnaud Gérard       | France    | La Française des jeux           | + 2 min 55 s    |

| \| Classement général \| Classement général \| Classement général \| Classement général \| Classement général \| \| Coureur \| Coureur \| Pays \| Équipe \| Temps \| \| ------------------ \| ------------------ \| ------------------ \| ------------------------------- \| ------------------ \| \| 1er \| John Gadret \| France \| AG2R Prévoyance \| 14 h 26 min 39 s \| \| 2e \| Ludovic Turpin \| France \| AG2R Prévoyance \| + 39 s \| \| 3e \| Bauke Mollema \| Pays-Bas \| Rabobank Continental \| + 46 s \| \| 4e \| Beat Zberg \| Suisse \| Gerolsteiner \| + 1 min 45 s \| \| 5e \| Johann Tschopp \| Suisse \| Bouygues Telecom \| + 2 min 48 s \| \| 6e \| Alexandr Dyachenko \| \| \| + 2 min 48 s \| \| 7e \| Guillaume Levarlet \| France \| Auber 93 \| + 3 min 12 s \| \| 8e \| Hubert Schwab \| Suisse \| Quick Step-Innergetic \| + 3 min 12 s \| \| 9e \| Mickaël Buffaz \| France \| Cofidis-Le Crédit par Téléphone \| + 3 min 21 s \| \| 10e \| Rémi Pauriol \| France \| Crédit Agricole \| + 3 min 21 s \| |                    |          |                                 |                  |
| |                    |          |                                 |                  |
| Sources : ProCyclingStats Cycling Archives |                    |          |                                 |                  |
| Classement général |                    |          |                                 |                  |
| Coureur | Coureur            | Pays     | Équipe                          | Temps            |
| 1er | John Gadret        | France   | AG2R Prévoyance                 | 14 h 26 min 39 s |
| 2e | Ludovic Turpin     | France   | AG2R Prévoyance                 | + 39 s           |
| 3e | Bauke Mollema      | Pays-Bas | Rabobank Continental            | + 46 s           |
| 4e | Beat Zberg         | Suisse   | Gerolsteiner                    | + 1 min 45 s     |
| 5e | Johann Tschopp     | Suisse   | Bouygues Telecom                | + 2 min 48 s     |
| 6e | Alexandr Dyachenko |          |                                 | + 2 min 48 s     |
| 7e | Guillaume Levarlet | France   | Auber 93                        | + 3 min 12 s     |
| 8e | Hubert Schwab      | Suisse   | Quick Step-Innergetic           | + 3 min 12 s     |
| 9e | Mickaël Buffaz     | France   | Cofidis-Le Crédit par Téléphone | + 3 min 21 s     |
| 10e | Rémi Pauriol       | France   | Crédit Agricole                 | + 3 min 21 s     |

## Classements finals

### Classement général
| \| Classement général \| Classement général \| Classement général \| Classement général \| Classement général \| \| Coureur \| Coureur \| Pays \| Équipe \| Temps \| \| ------------------ \| ------------------ \| ------------------ \| ------------------------------- \| ------------------ \| \| 1er \| John Gadret \| France \| AG2R Prévoyance \| 14 h 26 min 39 s \| \| 2e \| Ludovic Turpin \| France \| AG2R Prévoyance \| + 39 s \| \| 3e \| Bauke Mollema \| Pays-Bas \| Rabobank Continental \| + 46 s \| \| 4e \| Beat Zberg \| Suisse \| Gerolsteiner \| + 1 min 45 s \| \| 5e \| Johann Tschopp \| Suisse \| Bouygues Telecom \| + 2 min 48 s \| \| 6e \| Alexandr Dyachenko \| \| \| + 2 min 48 s \| \| 7e \| Guillaume Levarlet \| France \| Auber 93 \| + 3 min 12 s \| \| 8e \| Hubert Schwab \| Suisse \| Quick Step-Innergetic \| + 3 min 12 s \| \| 9e \| Mickaël Buffaz \| France \| Cofidis-Le Crédit par Téléphone \| + 3 min 21 s \| \| 10e \| Rémi Pauriol \| France \| Crédit Agricole \| + 3 min 21 s \| |                    |          |                                 |                  |
| |                    |          |                                 |                  |
| Sources : ProCyclingStats Cycling Archives |                    |          |                                 |                  |
| Classement général |                    |          |                                 |                  |
| Coureur | Coureur            | Pays     | Équipe                          | Temps            |
| 1er | John Gadret        | France   | AG2R Prévoyance                 | 14 h 26 min 39 s |
| 2e | Ludovic Turpin     | France   | AG2R Prévoyance                 | + 39 s           |
| 3e | Bauke Mollema      | Pays-Bas | Rabobank Continental            | + 46 s           |
| 4e | Beat Zberg         | Suisse   | Gerolsteiner                    | + 1 min 45 s     |
| 5e | Johann Tschopp     | Suisse   | Bouygues Telecom                | + 2 min 48 s     |
| 6e | Alexandr Dyachenko |          |                                 | + 2 min 48 s     |
| 7e | Guillaume Levarlet | France   | Auber 93                        | + 3 min 12 s     |
| 8e | Hubert Schwab      | Suisse   | Quick Step-Innergetic           | + 3 min 12 s     |
| 9e | Mickaël Buffaz     | France   | Cofidis-Le Crédit par Téléphone | + 3 min 21 s     |
| 10e | Rémi Pauriol       | France   | Crédit Agricole                 | + 3 min 21 s     |

### Classements annexes
| Classement par points | Classement par points | Classement par points | Classement par points | Classement par points |
| Coureur               | Coureur               | Pays                  | Équipe                | Points                |
| --------------------- | --------------------- | --------------------- | --------------------- | --------------------- |
| 1er                   | Beat Zberg            | Suisse                | Gerolsteiner          | 42 pts                |
| 2e                    | Giovanni Visconti     | Italie                | Quick Step-Innergetic | 36 pts                |
| 3e                    | John Gadret           | France                | AG2R Prévoyance       | 34 pts                |
| 4e                    | Patrice Halgand       | France                | Crédit Agricole       | 30 pts                |
| 5e                    | Bauke Mollema         | Pays-Bas              | Rabobank Continental  | 28 pts                |
| 6e                    | Ludovic Turpin        | France                | AG2R Prévoyance       | 27 pts                |
| 7e                    | Pierre Rolland        | France                | Crédit Agricole       | 27 pts                |
| 8e                    | Brian Vandborg        | Danemark              | Discovery Channel     | 25 pts                |
| 9e                    | Guillaume Levarlet    | France                | Auber 93              | 23 pts                |
| 10e                   | Johann Tschopp        | Suisse                | Bouygues Telecom      | 22 pts                |

| Classement par points | Classement par points | Classement par points | Classement par points | Classement par points |
| Coureur               | Coureur               | Pays                  | Équipe                | Points                |
| --------------------- | --------------------- | --------------------- | --------------------- | --------------------- |
| 1er                   | Beat Zberg            | Suisse                | Gerolsteiner          | 42 pts                |
| 2e                    | Giovanni Visconti     | Italie                | Quick Step-Innergetic | 36 pts                |
| 3e                    | John Gadret           | France                | AG2R Prévoyance       | 34 pts                |
| 4e                    | Patrice Halgand       | France                | Crédit Agricole       | 30 pts                |
| 5e                    | Bauke Mollema         | Pays-Bas              | Rabobank Continental  | 28 pts                |
| 6e                    | Ludovic Turpin        | France                | AG2R Prévoyance       | 27 pts                |
| 7e                    | Pierre Rolland        | France                | Crédit Agricole       | 27 pts                |
| 8e                    | Brian Vandborg        | Danemark              | Discovery Channel     | 25 pts                |
| 9e                    | Guillaume Levarlet    | France                | Auber 93              | 23 pts                |
| 10e                   | Johann Tschopp        | Suisse                | Bouygues Telecom      | 22 pts                |

| Classement de la montagne | Classement de la montagne | Classement de la montagne | Classement de la montagne       | Classement de la montagne |
| Coureur                   | Coureur                   | Pays                      | Équipe                          | Points                    |
| ------------------------- | ------------------------- | ------------------------- | ------------------------------- | ------------------------- |
| 1er                       | John Gadret               | France                    | AG2R Prévoyance                 | 45 pts                    |
| 2e                        | Pierre Rolland            | France                    | Crédit Agricole                 | 44 pts                    |
| 3e                        | Ivan Santaromita          | Italie                    | Quick Step-Innergetic           | 33 pts                    |
| 4e                        | Johannes Fröhlinger       | Allemagne                 | Gerolsteiner                    | 28 pts                    |
| 5e                        | Nicolas Crosbie           | France                    | Bouygues Telecom                | 27 pts                    |
| 6e                        | Ludovic Turpin            | France                    | AG2R Prévoyance                 | 23 pts                    |
| 7e                        | Jérôme Pineau             | France                    | Bouygues Telecom                | 22 pts                    |
| 8e                        | Bauke Mollema             | Pays-Bas                  | Rabobank Continental            | 22 pts                    |
| 9e                        | Guillaume Levarlet        | France                    | Auber 93                        | 22 pts                    |
| 10e                       | Maryan Hary               | France                    | Cofidis-Le Crédit par Téléphone | 19 pts                    |

| Classement de la montagne | Classement de la montagne | Classement de la montagne | Classement de la montagne       | Classement de la montagne |
| Coureur                   | Coureur                   | Pays                      | Équipe                          | Points                    |
| ------------------------- | ------------------------- | ------------------------- | ------------------------------- | ------------------------- |
| 1er                       | John Gadret               | France                    | AG2R Prévoyance                 | 45 pts                    |
| 2e                        | Pierre Rolland            | France                    | Crédit Agricole                 | 44 pts                    |
| 3e                        | Ivan Santaromita          | Italie                    | Quick Step-Innergetic           | 33 pts                    |
| 4e                        | Johannes Fröhlinger       | Allemagne                 | Gerolsteiner                    | 28 pts                    |
| 5e                        | Nicolas Crosbie           | France                    | Bouygues Telecom                | 27 pts                    |
| 6e                        | Ludovic Turpin            | France                    | AG2R Prévoyance                 | 23 pts                    |
| 7e                        | Jérôme Pineau             | France                    | Bouygues Telecom                | 22 pts                    |
| 8e                        | Bauke Mollema             | Pays-Bas                  | Rabobank Continental            | 22 pts                    |
| 9e                        | Guillaume Levarlet        | France                    | Auber 93                        | 22 pts                    |
| 10e                       | Maryan Hary               | France                    | Cofidis-Le Crédit par Téléphone | 19 pts                    |

| Classement du meilleur jeune | Classement du meilleur jeune | Classement du meilleur jeune | Classement du meilleur jeune | Classement du meilleur jeune |
| Coureur                      | Coureur                      | Pays                         | Équipe                       | Temps                        |
| ---------------------------- | ---------------------------- | ---------------------------- | ---------------------------- | ---------------------------- |
| 1er                          | Bauke Mollema                | Pays-Bas                     | Rabobank Continental         | 14 h 27 min 25 s             |
| 2e                           | Guillaume Levarlet           | France                       | Auber 93                     | + 2 min 26 s                 |
| 3e                           | Cyril Gautier                | France                       | Bretagne-Armor Lux           | + 3 min 59 s                 |
| 4e                           | Anthony Roux                 | France                       | La Française des jeux        | + 8 min 56 s                 |
| 5e                           | Mickaël Larpe                | France                       | Roubaix Lille Métropole      | + 14 min 08 s                |
| 6e                           | Dmytro Grabovskyy            | Ukraine                      | Quick Step-Innergetic        | + 17 min 47 s                |
| 7e                           | Arnold Jeannesson            | France                       | Auber 93                     | + 18 min 59 s                |
| 8e                           | Jean-Charles Sénac           | France                       | Chambéry CF                  | + 20 min 00 s                |
| 9e                           | Blaise Sonnery               | France                       | AG2R Prévoyance              | + 20 min 18 s                |
| 10e                          | Johannes Fröhlinger          | Allemagne                    | Gerolsteiner                 | + 20 min 42 s                |

| Classement du meilleur jeune | Classement du meilleur jeune | Classement du meilleur jeune | Classement du meilleur jeune | Classement du meilleur jeune |
| Coureur                      | Coureur                      | Pays                         | Équipe                       | Temps                        |
| ---------------------------- | ---------------------------- | ---------------------------- | ---------------------------- | ---------------------------- |
| 1er                          | Bauke Mollema                | Pays-Bas                     | Rabobank Continental         | 14 h 27 min 25 s             |
| 2e                           | Guillaume Levarlet           | France                       | Auber 93                     | + 2 min 26 s                 |
| 3e                           | Cyril Gautier                | France                       | Bretagne-Armor Lux           | + 3 min 59 s                 |
| 4e                           | Anthony Roux                 | France                       | La Française des jeux        | + 8 min 56 s                 |
| 5e                           | Mickaël Larpe                | France                       | Roubaix Lille Métropole      | + 14 min 08 s                |
| 6e                           | Dmytro Grabovskyy            | Ukraine                      | Quick Step-Innergetic        | + 17 min 47 s                |
| 7e                           | Arnold Jeannesson            | France                       | Auber 93                     | + 18 min 59 s                |
| 8e                           | Jean-Charles Sénac           | France                       | Chambéry CF                  | + 20 min 00 s                |
| 9e                           | Blaise Sonnery               | France                       | AG2R Prévoyance              | + 20 min 18 s                |
| 10e                          | Johannes Fröhlinger          | Allemagne                    | Gerolsteiner                 | + 20 min 42 s                |

| Classement par équipes | Classement par équipes | Classement par équipes | Classement par équipes |
| Équipe                 | Équipe                 | Pays                   | Temps                  |
| ---------------------- | ---------------------- | ---------------------- | ---------------------- |

| Classement par équipes | Classement par équipes | Classement par équipes | Classement par équipes |
| Équipe                 | Équipe                 | Pays                   | Temps                  |
| ---------------------- | ---------------------- | ---------------------- | ---------------------- |